# Michael Heinloth
Michael Heinloth (* 9. února 1992, Roth, Německo) je německý fotbalový obránce, v současnosti působí v klubu Zagłębie Sosnowiec.

## Klubová kariéra
Z klubu 1. FC Norimberk přestoupil v létě 2013 do SC Paderborn 07.
S Paderbornem zažil v sezoně 2013/14 postup do německé Bundesligy, první v historii klubu.